# 멘히트
멘히트(Menhit, Menchit)는 고대 이집트 신화에 등장하는 여신이다. 멘히트는 고대에 이집트 남부와 수단 북부에 걸쳐 있었던 왕국인 누비아에서 들어온 외래 전쟁 신이었다.
멘히트라는 말이 학살을 의미하기 때문에 여신 멘히트는 전사로 그려졌다.
이집트 제11왕조 기간 동안 이집트와 아비도스 지역에서 전쟁신으로 숭배되기 시작했던 안후르와 같은 시기에 누비아에서 왔다고 일컬어지며, 안후르와 멘히트의 관계는 전쟁을 상징하는 남신과 여신이자 배우자인 것으로 여겨졌다.

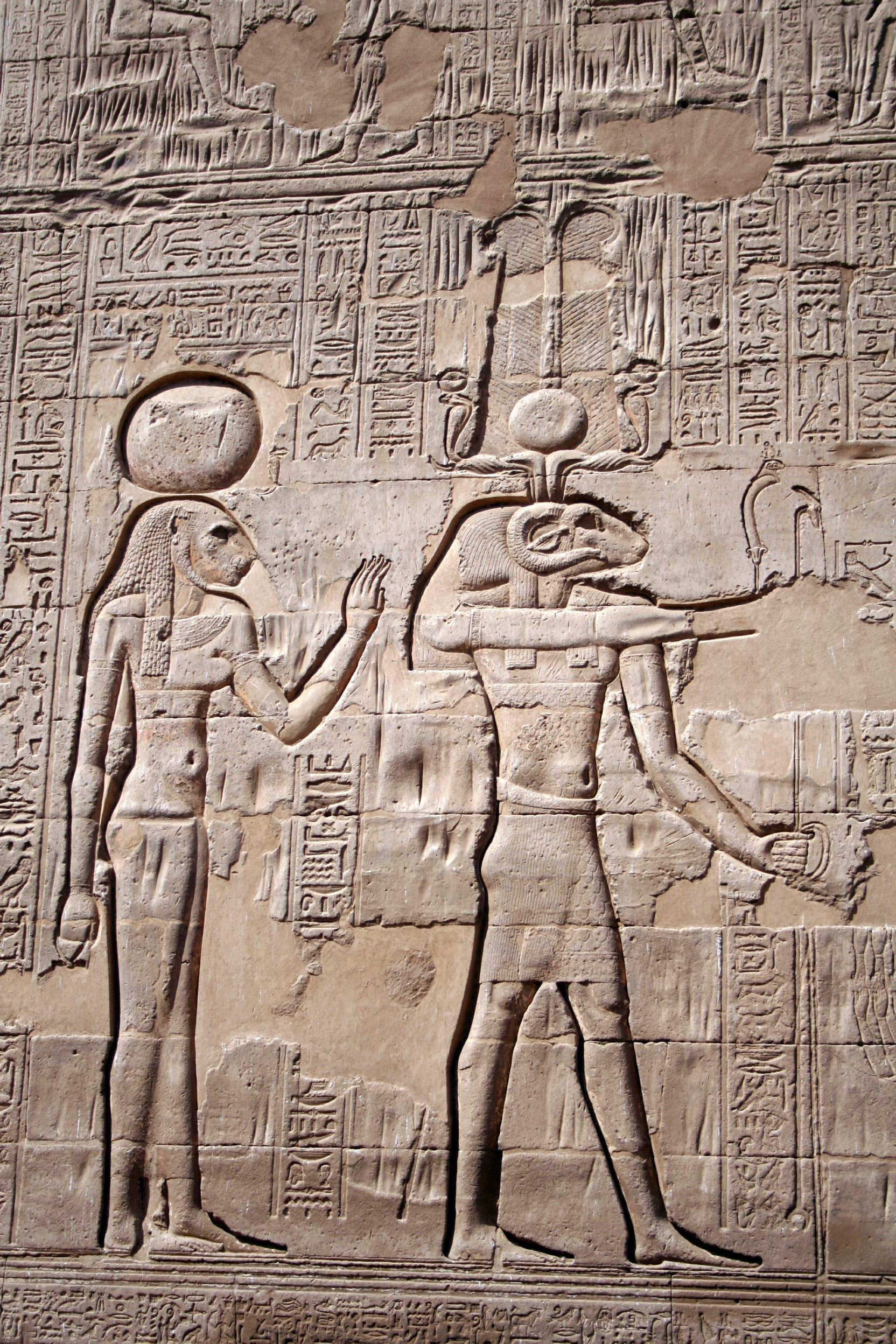
멘히트와 크눔

## 같이 보기
- 이집트 신화
- 사자